# Список астероїдів (20001—20100)
| Назва                                    | Тимчасове позначення | Дата відкриття    | Місце відкриття                   | Відкривач                         |
| ---------------------------------------- | -------------------- | ----------------- | --------------------------------- | --------------------------------- |
| (20001) 1991 CM                          | 1991 CM              | 5 лютого 1991     | Обсерваторія Йорії                | Масару Араї, Хіроші Морі          |
| 20002 Тіллісміт (Tillysmith)             | 1991 EM              | 10 березня 1991   | Обсерваторія Сайдинг-Спрінг       | Роберт МакНот                     |
| (20003) 1991 EX2                         | 1991 EX2             | 11 березня 1991   | Обсерваторія Ла-Сілья             | Анрі Дебеонь                      |
| 20004 Одрі-Лусієнна (Audrey-Lucienne)    | 1991 GS6             | 8 квітня 1991     | Обсерваторія Ла-Сілья             | Ерік Вальтер Ельст                |
| (20005) 1991 GL7                         | 1991 GL7             | 8 квітня 1991     | Обсерваторія Ла-Сілья             | Ерік Вальтер Ельст                |
| 20006 Альбертус Маґнус (Albertus Magnus) | 1991 GH11            | 11 квітня 1991    | Обсерваторія Карла Шварцшильда    | Ф. Бернґен                        |
| 20007 Мерібраун (Marybrown)              | 1991 LR              | 7 червня 1991     | Паломарська обсерваторія          | Керолін Шумейкер, Юджин Шумейкер  |
| (20008) 1991 NG3                         | 1991 NG3             | 4 липня 1991      | Обсерваторія Ла-Сілья             | Анрі Дебеонь                      |
| (20009) 1991 OY                          | 1991 OY              | 18 липня 1991     | Паломарська обсерваторія          | Генрі Гольт                       |
| (20010) 1991 PN2                         | 1991 PN2             | 2 серпня 1991     | Обсерваторія Ла-Сілья             | Ерік Вальтер Ельст                |
| (20011) 1991 PD13                        | 1991 PD13            | 5 серпня 1991     | Паломарська обсерваторія          | Генрі Гольт                       |
| 20012 Ранке (Ranke)                      | 1991 RV4             | 13 вересня 1991   | Обсерваторія Карла Шварцшильда    | Ф. Бернґен, Лутц Шмадель          |
| (20013) 1991 RT26                        | 1991 RT26            | 11 вересня 1991   | Паломарська обсерваторія          | Генрі Гольт                       |
| (20014) 1991 RM29                        | 1991 RM29            | 13 вересня 1991   | Паломарська обсерваторія          | Генрі Гольт                       |
| (20015) 1991 SR                          | 1991 SR              | 30 вересня 1991   | Обсерваторія Сайдинг-Спрінг       | Роберт МакНот                     |
| 20016 Райтшел (Rietschel)                | 1991 TU13            | 8 жовтня 1991     | Обсерваторія Карла Шварцшильда    | Ф. Бернґен                        |
| 20017 Алікскатеріне (Alixcatherine)      | 1991 TF14            | 2 жовтня 1991     | Паломарська обсерваторія          | С. де Сен-Енян                    |
| (20018) 1991 UJ2                         | 1991 UJ2             | 29 жовтня 1991    | Обсерваторія Кушіро               | Сейджі Уеда, Хіроші Канеда        |
| 20019 Юкіотанака (Yukiotanaka)           | 1991 VN              | 2 листопада 1991  | Обсерваторія Кітамі               | Ацусі Такагасі, Кадзуро Ватанабе  |
| (20020) 1991 VT                          | 1991 VT              | 4 листопада 1991  | Обсерваторія Кані                 | Йосікане Мідзуно, Тошімата Фурута |
| (20021) 1991 VM6                         | 1991 VM6             | 6 листопада 1991  | Обсерваторія Ла-Сілья             | Ерік Вальтер Ельст                |
| (20022) 1991 VO7                         | 1991 VO7             | 3 листопада 1991  | Обсерваторія Кітт-Пік             | Spacewatch                        |
| (20023) 1992 AR                          | 1992 AR              | 9 січня 1992      | Паломарська обсерваторія          | Е. Гелін                          |
| 20024 Мейремартінез (Mayremartinez)      | 1992 BT2             | 30 січня 1992     | Обсерваторія Ла-Сілья             | Ерік Вальтер Ельст                |
| (20025) 1992 DU7                         | 1992 DU7             | 29 лютого 1992    | Обсерваторія Ла-Сілья             | UESAC                             |
| (20026) 1992 EP11                        | 1992 EP11            | 6 березня 1992    | Обсерваторія Ла-Сілья             | UESAC                             |
| (20027) 1992 EY14                        | 1992 EY14            | 1 березня 1992    | Обсерваторія Ла-Сілья             | UESAC                             |
| (20028) 1992 EZ21                        | 1992 EZ21            | 1 березня 1992    | Обсерваторія Ла-Сілья             | UESAC                             |
| (20029) 1992 EB24                        | 1992 EB24            | 2 березня 1992    | Обсерваторія Ла-Сілья             | UESAC                             |
| (20030) 1992 EN30                        | 1992 EN30            | 1 березня 1992    | Обсерваторія Ла-Сілья             | UESAC                             |
| (20031) 1992 OO                          | 1992 OO              | 27 липня 1992     | Паломарська обсерваторія          | Е. Гелін                          |
| (20032) 1992 PU                          | 1992 PU              | 8 серпня 1992     | Коссоль                           | Ерік Вальтер Ельст                |
| (20033) 1992 PR1                         | 1992 PR1             | 8 серпня 1992     | Коссоль                           | Ерік Вальтер Ельст                |
| (20034) 1992 PK2                         | 1992 PK2             | 2 серпня 1992     | Паломарська обсерваторія          | Генрі Гольт                       |
| (20035) 1992 SA4                         | 1992 SA4             | 24 вересня 1992   | Обсерваторія Кітт-Пік             | Spacewatch                        |
| (20036) 1992 UW1                         | 1992 UW1             | 21 жовтня 1992    | Обсерваторія Кані                 | Йосікане Мідзуно, Тошімата Фурута |
| 20037 Duke                               | 1992 UW4             | 20 жовтня 1992    | Паломарська обсерваторія          | Керолін Шумейкер, Юджин Шумейкер  |
| (20038) 1992 UN5                         | 1992 UN5             | 26 жовтня 1992    | Обсерваторія Кітамі               | Кін Ендате, Кадзуро Ватанабе      |
| (20039) 1992 WJ                          | 1992 WJ              | 16 листопада 1992 | Обсерваторія Кушіро               | Сейджі Уеда, Хіроші Канеда        |
| (20040) 1992 WT3                         | 1992 WT3             | 21 листопада 1992 | Обсерваторія Ґейсей               | Тсутому Секі                      |
| (20041) 1992 YH                          | 1992 YH              | 18 грудня 1992    | Станція JCPM Якіїмо               | Акіра Наторі, Такеші Урата        |
| (20042) 1993 CK1                         | 1993 CK1             | 15 лютого 1993    | Обсерваторія Яцуґатаке-Кобутізава | Йошіо Кушіда, Осаму Мурамацу      |
| 20043 Елленмакартур (Ellenmacarthur)     | 1993 EM              | 2 березня 1993    | Обсерваторія Сайдинг-Спрінг       | Роберт МакНот                     |
| (20044) 1993 FV1                         | 1993 FV1             | 23 березня 1993   | Коссоль                           | Ерік Вальтер Ельст                |
| (20045) 1993 FV11                        | 1993 FV11            | 17 березня 1993   | Обсерваторія Ла-Сілья             | UESAC                             |
| (20046) 1993 FE15                        | 1993 FE15            | 17 березня 1993   | Обсерваторія Ла-Сілья             | UESAC                             |
| (20047) 1993 FD18                        | 1993 FD18            | 17 березня 1993   | Обсерваторія Ла-Сілья             | UESAC                             |
| (20048) 1993 FF19                        | 1993 FF19            | 17 березня 1993   | Обсерваторія Ла-Сілья             | UESAC                             |
| (20049) 1993 FZ20                        | 1993 FZ20            | 21 березня 1993   | Обсерваторія Ла-Сілья             | UESAC                             |
| (20050) 1993 FO21                        | 1993 FO21            | 21 березня 1993   | Обсерваторія Ла-Сілья             | UESAC                             |
| (20051) 1993 FE26                        | 1993 FE26            | 21 березня 1993   | Обсерваторія Ла-Сілья             | UESAC                             |
| (20052) 1993 FS27                        | 1993 FS27            | 21 березня 1993   | Обсерваторія Ла-Сілья             | UESAC                             |
| (20053) 1993 FK29                        | 1993 FK29            | 21 березня 1993   | Обсерваторія Ла-Сілья             | UESAC                             |
| (20054) 1993 FX37                        | 1993 FX37            | 19 березня 1993   | Обсерваторія Ла-Сілья             | UESAC                             |
| (20055) 1993 FB47                        | 1993 FB47            | 19 березня 1993   | Обсерваторія Ла-Сілья             | UESAC                             |
| (20056) 1993 FU64                        | 1993 FU64            | 21 березня 1993   | Обсерваторія Ла-Сілья             | UESAC                             |
| (20057) 1993 GC                          | 1993 GC              | 13 квітня 1993    | Обсерваторія Кійосато             | Сатору Отомо                      |
| (20058) 1993 OM8                         | 1993 OM8             | 20 липня 1993     | Обсерваторія Ла-Сілья             | Ерік Вальтер Ельст                |
| (20059) 1993 OY9                         | 1993 OY9             | 20 липня 1993     | Обсерваторія Ла-Сілья             | Ерік Вальтер Ельст                |
| 20060 Йоханнфорстер (Johannforster)      | 1993 PV5             | 15 серпня 1993    | Коссоль                           | Ерік Вальтер Ельст                |
| (20061) 1993 QS1                         | 1993 QS1             | 16 серпня 1993    | Коссоль                           | Ерік Вальтер Ельст                |
| (20062) 1993 QB3                         | 1993 QB3             | 20 серпня 1993    | Паломарська обсерваторія          | Е. Гелін                          |
| (20063) 1993 RC4                         | 1993 RC4             | 15 вересня 1993   | Обсерваторія Ла-Сілья             | Ерік Вальтер Ельст                |
| (20064) 1993 RV4                         | 1993 RV4             | 15 вересня 1993   | Обсерваторія Ла-Сілья             | Ерік Вальтер Ельст                |
| (20065) 1993 RK5                         | 1993 RK5             | 15 вересня 1993   | Обсерваторія Ла-Сілья             | Ерік Вальтер Ельст                |
| (20066) 1993 TM4                         | 1993 TM4             | 8 жовтня 1993     | Обсерваторія Кітт-Пік             | Spacewatch                        |
| (20067) 1993 TN24                        | 1993 TN24            | 9 жовтня 1993     | Обсерваторія Ла-Сілья             | Ерік Вальтер Ельст                |
| (20068) 1993 TE34                        | 1993 TE34            | 9 жовтня 1993     | Обсерваторія Ла-Сілья             | Ерік Вальтер Ельст                |
| (20069) 1993 TD37                        | 1993 TD37            | 9 жовтня 1993     | Обсерваторія Ла-Сілья             | Ерік Вальтер Ельст                |
| 20070 Коїчіюко (Koichiyuko)              | 1993 XL              | 8 грудня 1993     | Обсерваторія Оїдзумі              | Такао Кобаяші                     |
| (20071) 1994 AG                          | 1994 AG              | 2 січня 1994      | Обсерваторія Оїдзумі              | Такао Кобаяші                     |
| (20072) 1994 AG1                         | 1994 AG1             | 7 січня 1994      | Обсерваторія Оїдзумі              | Такао Кобаяші                     |
| 20073 Юміко (Yumiko)                     | 1994 AN2             | 9 січня 1994      | Обсерваторія Оїдзумі              | Такао Кобаяші, Хіросі Фудзії      |
| 20074 Ласкершюлер (Laskerschueler)       | 1994 AF16            | 14 січня 1994     | Обсерваторія Карла Шварцшильда    | Ф. Бернґен                        |
| (20075) 1994 BX                          | 1994 BX              | 19 січня 1994     | Обсерваторія Оїдзумі              | Такао Кобаяші                     |
| (20076) 1994 BH1                         | 1994 BH1             | 23 січня 1994     | Обсерваторія Оїдзумі              | Такао Кобаяші                     |
| (20077) 1994 CX9                         | 1994 CX9             | 7 лютого 1994     | Обсерваторія Ла-Сілья             | Ерік Вальтер Ельст                |
| (20078) 1994 CO16                        | 1994 CO16            | 8 лютого 1994     | Обсерваторія Ла-Сілья             | Ерік Вальтер Ельст                |
| (20079) 1994 EP                          | 1994 EP              | 4 березня 1994    | Обсерваторія Оїдзумі              | Такао Кобаяші                     |
| (20080) 1994 EO1                         | 1994 EO1             | 7 березня 1994    | Обсерваторія Кітамі               | Кін Ендате, Кадзуро Ватанабе      |
| 20081 Occhialini                         | 1994 EE3             | 12 березня 1994   | Обсерваторія Азіаґо               | Вітторіо Ґоретті, Маура Томбеллі  |
| (20082) 1994 EG7                         | 1994 EG7             | 9 березня 1994    | Коссоль                           | Ерік Вальтер Ельст                |
| (20083) 1994 GE                          | 1994 GE              | 3 квітня 1994     | Обсерваторія Оїдзумі              | Такао Кобаяші                     |
| 20084 Букмастер (Buckmaster)             | 1994 GU9             | 6 квітня 1994     | Паломарська обсерваторія          | Керолін Шумейкер, Девід Леві      |
| (20085) 1994 LC                          | 1994 LC              | 1 червня 1994     | Обсерваторія Дінік                | Ацуші Суґіе                       |
| (20086) 1994 LW                          | 1994 LW              | 12 червня 1994    | Обсерваторія Сайдинг-Спрінг       | Роберт МакНот                     |
| (20087) 1994 PC7                         | 1994 PC7             | 10 серпня 1994    | Обсерваторія Ла-Сілья             | Ерік Вальтер Ельст                |
| (20088) 1994 PQ10                        | 1994 PQ10            | 10 серпня 1994    | Обсерваторія Ла-Сілья             | Ерік Вальтер Ельст                |
| (20089) 1994 PA14                        | 1994 PA14            | 10 серпня 1994    | Обсерваторія Ла-Сілья             | Ерік Вальтер Ельст                |
| (20090) 1994 PN16                        | 1994 PN16            | 10 серпня 1994    | Обсерваторія Ла-Сілья             | Ерік Вальтер Ельст                |
| (20091) 1994 PK20                        | 1994 PK20            | 12 серпня 1994    | Обсерваторія Ла-Сілья             | Ерік Вальтер Ельст                |
| (20092) 1994 PL22                        | 1994 PL22            | 12 серпня 1994    | Обсерваторія Ла-Сілья             | Ерік Вальтер Ельст                |
| (20093) 1994 PN22                        | 1994 PN22            | 12 серпня 1994    | Обсерваторія Ла-Сілья             | Ерік Вальтер Ельст                |
| (20094) 1994 PS26                        | 1994 PS26            | 12 серпня 1994    | Обсерваторія Ла-Сілья             | Ерік Вальтер Ельст                |
| (20095) 1994 PG35                        | 1994 PG35            | 10 серпня 1994    | Обсерваторія Ла-Сілья             | Ерік Вальтер Ельст                |
| (20096) 1994 TZ                          | 1994 TZ              | 2 жовтня 1994     | Обсерваторія Кітамі               | Кін Ендате, Кадзуро Ватанабе      |
| (20097) 1994 UL2                         | 1994 UL2             | 31 жовтня 1994    | Обсерваторія Кушіро               | Сейджі Уеда, Хіроші Канеда        |
| (20098) 1994 WC2                         | 1994 WC2             | 24 листопада 1994 | Обсерваторія Кітамі               | Кін Ендате, Кадзуро Ватанабе      |
| (20099) 1994 WB3                         | 1994 WB3             | 28 листопада 1994 | Обсерваторія Кушіро               | Сейджі Уеда, Хіроші Канеда        |
| (20100) 1994 XM                          | 1994 XM              | 4 грудня 1994     | Обсерваторія Оїдзумі              | Такао Кобаяші                     |

| ← Астероїди 20001—30000 → |             |             |             |             |             |             |             |             |             |
| 20001—20100               | 21001—21100 | 22001—22100 | 23001—23100 | 24001—24100 | 25001—25100 | 26001—26100 | 27001—27100 | 28001—28100 | 29001—29100 |
| 20101—20200               | 21101—21200 | 22101—22200 | 23101—23200 | 24101—24200 | 25101—25200 | 26101—26200 | 27101—27200 | 28101—28200 | 29101—29200 |
| 20201—20300               | 21201—21300 | 22201—22300 | 23201—23300 | 24201—24300 | 25201—25300 | 26201—26300 | 27201—27300 | 28201—28300 | 29201—29300 |
| 20301—20400               | 21301—21400 | 22301—22400 | 23301—23400 | 24301—24400 | 25301—25400 | 26301—26400 | 27301—27400 | 28301—28400 | 29301—29400 |
| 20401—20500               | 21401—21500 | 22401—22500 | 23401—23500 | 24401—24500 | 25401—25500 | 26401—26500 | 27401—27500 | 28401—28500 | 29401—29500 |
| 20501—20600               | 21501—21600 | 22501—22600 | 23501—23600 | 24501—24600 | 25501—25600 | 26501—26600 | 27501—27600 | 28501—28600 | 29501—29600 |
| 20601—20700               | 21601—21700 | 22601—22700 | 23601—23700 | 24601—24700 | 25601—25700 | 26601—26700 | 27601—27700 | 28601—28700 | 29601—29700 |
| 20701—20800               | 21701—21800 | 22701—22800 | 23701—23800 | 24701—24800 | 25701—25800 | 26701—26800 | 27701—27800 | 28701—28800 | 29701—29800 |
| 20801—20900               | 21801—21900 | 22801—22900 | 23801—23900 | 24801—24900 | 25801—25900 | 26801—26900 | 27801—27900 | 28801—28900 | 29801—29900 |
| 20901—21000               | 21901—22000 | 22901—23000 | 23901—24000 | 24901—25000 | 25901—26000 | 26901—27000 | 27901—28000 | 28901—29000 | 29901—30000 |